# Jean de Langeac
Jean de Langeac, né à Langeac à la fin du XVe siècle, mort à Paris le 22 mai 1541, est un aristocrate français, dignitaire ecclésiastique, magistrat et diplomate.

## Biographie
Jean de Langeac était issu d'une illustre famille de la noblesse auvergnate, les seigneurs de Langeac, ayant fourni plusieurs sénéchaux d'Auvergne. Il était fils de Tristan de Langeac, seigneur de Langeac, Brassac, Domeyrat et autres lieux, chambellan du roi († 1501), et d'Anne d'Alègre, issue des barons d'Alègre, autre grande famille de la province. Le couple se maria le 27 mars 1474 et eut trois fils connus, Jean étant le second.
Après avoir achevé ses études à Paris et embrassé l'état ecclésiastique, il fut nommé conseiller-clerc au Parlement de Toulouse en 1512, aumônier du roi en 1516. Il accumula les bénéfices ecclésiastiques, notamment : chanoine-comte du Chapitre de Saint-Julien (Brioude) depuis 1499 (comme 12 membres de sa famille avant lui) et dont il est élu prévôt en 1530, abbé de Saint-Gildas-des-Bois en 1505, abbé de Saint-Lô en 1523, chanoine-comte, avec appui du roi, en 1521, premier abbé commendataire de Notre-Dame de Pébrac en 1525.
En 1526, il devint évêque d'Avranches, et en 1533 évêque de Limoges (entrée solennelle dans la ville le 22 juin 1533). À Limoges, il fit réaliser d'importants travaux sur la cathédrale Saint-Étienne (notamment le jubé) et fit construire un nouveau palais épiscopal.
Dans l'État, homme de confiance de François Ier, il devint conseiller au Grand Conseil en 1516, maître des requêtes de l'hôtel du roi, en 1523. Il fut notamment chargé de nombreuses ambassades à l'étranger : au Portugal en 1516, en Pologne en 1519 (alors que François Ier tentait de se faire élire empereur), à Venise en 1530 (Étienne Dolet fut alors son secrétaire), en Suisse en novembre 1531, à Ferrare en 1533 et 1535. En 1537, il accompagna Madeleine de France en Écosse ; au retour, il s'attarda à la cour d'Henri VIII d'Angleterre. Du 9 septembre 1539 au 30 juin 1540, il fut ambassadeur à Rome.

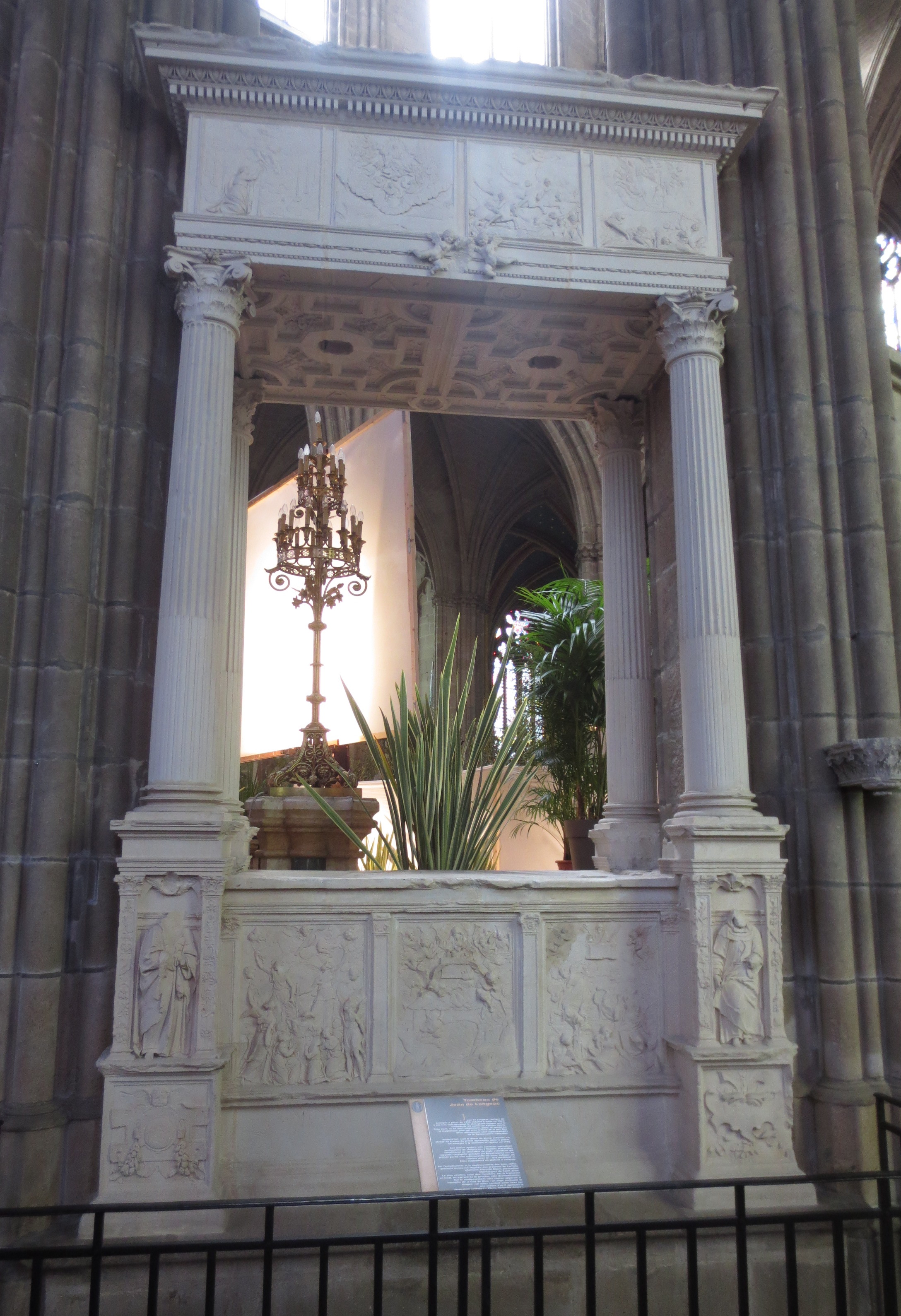
Tombeau de Jean de Langeac, cathédrale Saint-Étienne de Limoges, vers 1541.

Son tombeau se trouve près du chœur de la cathédrale de Limoges et constitue avec le jubé l'un des deux beaux ouvrages de la Renaissance dans cet édifice. Étienne Dolet lui a dédié trois textes : De officio legati, quem vulgo ambassiatorem vocant ; De immunitate legatorum ; De legationibus Joannis Langhiaci, episcopi Lemovicensis (Lyon, 1541).
Son portrait est conservé au Metropolitan Museum of Art